# Glecia Bear
Glecia Bear o Nehiyaw (1912-1988) va ser una contadora d'històries cree, autora d'històries per a nens amb Freda Ahenakew, com Kthkominawak otbcimowiniwbwa/Our grandmothers' lives, as told in their own words (1992) i Wanisinwak iskwesisak : awasisasinahikanis = Two little girls lost in the bush: a Cree story for children (1991).